# Terra llaurada
Terra llaurada és una pintura de Joan Miró. Realitzada entre els anys 1923 i 1924, actualment forma part de la col·lecció del Museu Guggenheim de Nova York, i és considerada la primera obra surrealista de l'artista català.
Elaborada entre Mont-Roig del Camp i París, l'obra mostra una vista idíl·lica i metafòrica de la masia familiar de Miró a Mont-roig del Camp, on reapareixen alguns dels referents ja representats a La masia, per bé que aquests han passat per un prisma quimèric, que l'aproxima al surrealisme.
La iconografia de la pintura és complexa i molt abundant, tot juxtaposant figures humanes, vegetals i animals (que semblen inspirades en la ceràmica catalana tradicional que el mateix artista conservava al seu estudi, així com en l'art d'època prehistòrica i medieval) en un entorn on —segons l'artista— "no hi havia lloc pel mal humà". A més, destaca la presència d'un arbre al flanc esquerre de l'obra, que és alhora el suport d'una barrera, de la frontera entre Catalunya i Espanya, representades per les respectives banderes. La representació de la bandera catalana en companyia de la bandera francesa i en oposició a la bandera espanyola era tant una referència als intents de secessió de Catalunya i a les dificultats que s'hi experimentaven en aquella època —llavors en plena dictadura de Primo de Rivera— com l'anunci del posicionament de Miró a favor de la causa catalana i de la seva simpatia per França. Més enllà hom també pot apreciar la presència de la bandera italiana.